# Centro comercial La Perdiz
El centro comercial La Perdiz es un centro comercial de carácter popular ubicado en la ciudad de Florencia, Colombia. Fue construido en 2003 por el gobierno municipal Florencia con el ánimo de recuperar el espacio público de la ciudad, reubicando cerca de 400 vendedores estacionarios. Sus instalaciones cuentan con locales comerciales de diversos tipos, además de facilidades como cajeros automáticos, estacionamientos, baños públicos, cámaras de seguridad, entre otros.

## Historia
El centro comercial La Perdiz fue creado mediante el Acuerdo 015 del mes de noviembre de 2003 expedido por el Concejo Municipal de la ciudad de Florencia. Se constituyó bajo la figura de empresa industrial y comercial del estado del orden municipal, con personería jurídica, autonomía administrativa y patrimonial, con bienes o fondos públicos. De acuerdo con el Acuerdo por el cual fue creado, su objeto es el arrendamiento, la administración y mantenimiento de las instalaciones en que fueron ubicados los comerciantes que ocupaban los espacios públicos de la ciudad.
Por medio del Decreto 0295 del 31 de mayo de 2013, la Alcaldía de Florencia decidió cambiar el nombre y la naturaleza jurídica del centro comercial La Perdiz. A partir de esa fecha, se convirtió en una Unidad Administrativa Especial adscrita a la Alcaldía de Florencia, con personería jurídica y autonomía administrativa y patrimonial, denominada como Unidad para la Promoción del Empleo y la Productividad - UPEP, manteniendo el objeto formulado inicialmente en el Acuerdo de creación.